# Yershov
Yershov (del ruso: Ершов) es una ciudad del óblast de Sarátov, en Rusia, centro administrativo del raión homónimo. Está situada a orillas del río Bolshói Arkadak, cerca de su desembocadura en el Jopior, a 178 km al sudeste de Sarátov, la capital del óblast y a unos 100 km de la frontera kazaja. Contaba con 23.384 habitantes en 2009.

## Historia
Yershov comenzó como un pueblo fundado en 1893 cerca de la estación de ferrocarril de Yershovo, en el ferrocarril Riazán-Uralsk. En 1895 se construyó un ramal hacia Pugachov. Este nombre proviene del apellido del ingeniero que encargado de construirla. En 1898 se dotó a la estación de un depósito de locomotoras y talleres. En 1914 el número de habitantes de la localidad (entonces en la guberniya de Samara, hasta 1917) pasó de los 1.000. En 1928 se convirtió en centro administrativo de un raión. Tiene estatus de ciudad desde 1963. Yershov es un cruce ferroviario y de carreteras.

## Demografía
| 1959   | 1970   | 1979   | 1989   | 1996   | 2008   |
| ------ | ------ | ------ | ------ | ------ | ------ |
| 18 300 | 21 700 | 22 300 | 24 500 | 25 600 | 23 400 |